# Сигово (Печорский район)
Сиго́во (сету и эст. Radaja) — деревня в Печорском районе Псковской области России.
Расположена на юго-западе района в 14 км к западу от города Изборска, на повороте с трассы Псков — Изборск (М212) — Рига (E 77) на Печоры.
В деревне находится музей-усадьба народности сету — единственный государственный музей сету на территории России, который является филиалом Государственного историко-архитектурного и природно-ландшафтного музея-заповедника «Изборск».

## Население
Численность населения деревни составляет 11 жителей (2000 год).
| 2001 | 2002 | 2010 |
| ---- | ---- | ---- |
| 11   | ↘6   | ↘3   |